# Grewia mollis
Grewia mollis är en malvaväxtart som beskrevs av Antoine Laurent de Jussieu. Grewia mollis ingår i släktet Grewia och familjen malvaväxter. Inga underarter finns listade i Catalogue of Life.